# Jędrzej Brydak

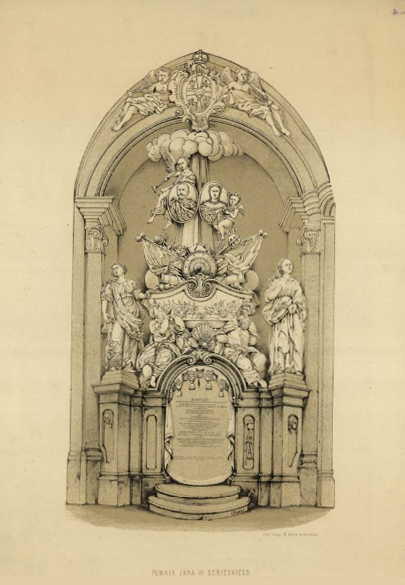
Pomnik Jana III Sobieskiego w katedrze wawelskiej

Jędrzej Brydak (ur. 1837 w Rozwadowie, zm. 1876 w Krakowie) – polski litograf, rysownik i malarz, współwłaściciel zakładu litograficznego.
Studiował w latach 1853–1859 w Szkole Sztuk Pięknych w Krakowie.
Wspólnie z J. Bielikiewiczem założył w Krakowie zakład litograficzny, wydający głównie pojedyncze litografie z portretami wybitnych osobistości polskiej kultury i polityki oraz z widokami zabytków Krakowa, w tym elementów wyposażenia katedry wawelskiej. Wydał „Album widoków Krakowa i jego okolic” (1862) oraz „Pomniki królów polskich" (1865). Zamieszczał ilustracje w krakowskim dzienniku „Czas”. Uprawiał również malarstwo akwarelowe, poświęcone zabytkom Krakowa. Uczestniczył w wystawach Towarzystwa Przyjaciół Sztuk Pięknych w Krakowie

## Literatura
- H. Walter, J. Brydak: Album widoków Krakowa i jego okolic, Kraków 1862
- Koneser
- Artlist